# سوشام بيدي
سوشام بيدي (بالبنجابية: ਸੁਸ਼ਮ ਬੇਦੀ)‏‏ (1 يوليو 1945 - 20 مارس 2020)؛ مؤلفة، وروائية، وشاعرة، وأستاذة جامعية، وكاتِبة من الولايات المتحدة.

## الجوائز
- جائزة أكاديمية شايتا  [لغات أخرى]‏

## روابط خارجية
- سوشام بيدي على موقع IMDb (الإنجليزية)
- سوشام بيدي على موقع قاعدة بيانات الفيلم (الإنجليزية)